# Dictatus papae
Dictatus papae (лат. Папски диктат) је био указ папе Гргура VII у 27 тачака којом је приписао папи не само духовну, већ и световну власт. Издавање овог указа 1075. године довело је до избијања сукоба око инвеституре. 

## Историја
Сукоб око инвеституре избио је након што је група бискупа предложила да се спроведе грегоријанска реформа цркве. Дисциплина у цркви била је слаба, а корупција веома заступљена; продаја црквених положаја била је уобичајена ствар. Реформа није била могућа све док је светоримски цар постављао папу. На власт је 1059. године као дете дошао Хенрик IV. Била је то прилика да се кардинали ослободе утицаја немачког цара, те је оформљен колегијум кардинала за избор новог папе. Сукоб се распламсао годинама касније, између папе Гргура VII и Хенрика, који је тада био пунолетан. Гргур је "Папским указом" прогласио да папа има не само духовну већ и световну власт. Духовна власт подразумевала је искључиву надлежност над црквом, што је укључивало и постављање бискупа. По диктату, папе су имале права да смењују и световне владаре, укључујући и самог светоримског цара. Не постоје докази да је Dictatus papae био објављиван. Према неким мишљењима, написан је тек 1087. године. 